# Eophylica
Genre
Eophylica est un genre fossile de plantes à fleurs de la famille des Rhamnaceae. 
Il est défini par l’espèce Eophylica priscastellata découverte dans une grotte en Birmanie et datée de 99 millions d'années. Il se positionne en groupe frère du genre Phylica,.